# 卫佐邦墓
卫佐邦墓，位于中国广东省东莞市东莞市同沙林场，为东莞市的一个省级文物保护单位，类型为古墓葬，公布时间为2008年11月。
卫佐邦墓的历史年代为清代。